# 一宮橋 (徳島市)
一宮橋（いちのみやばし）は、鮎喰川中流部の徳島県道207号鬼籠野国府線に架かる平面の橋である。
徳島県徳島市一宮町西丁（北岸）と同県同市一宮町西丁（南岸）を結ぶ。

## 概要
鮎喰川中流部に架かる橋で、南岸の一宮町で徳島県道21号神山鮎喰線と交差する。また四国八十八箇所霊場の13番札所・大日寺（徳島市一宮町）から14番札所・常楽寺（徳島市国府町延命）への遍路道である。

## 隣の橋梁
（上流） - 染瀬橋 - 一宮橋 - 上鮎喰橋 - （下流）